# Külge oja
Külge oja är ett vattendrag i sydvästra Estland. Det ligger i Saarde kommun i landskapet Pärnumaa. Külge oja är 19 km lång och är ett biflöde till Reiu jõgi som via Pärnu jõgi mynnar i Rigabukten.